# علي قلي جبدار

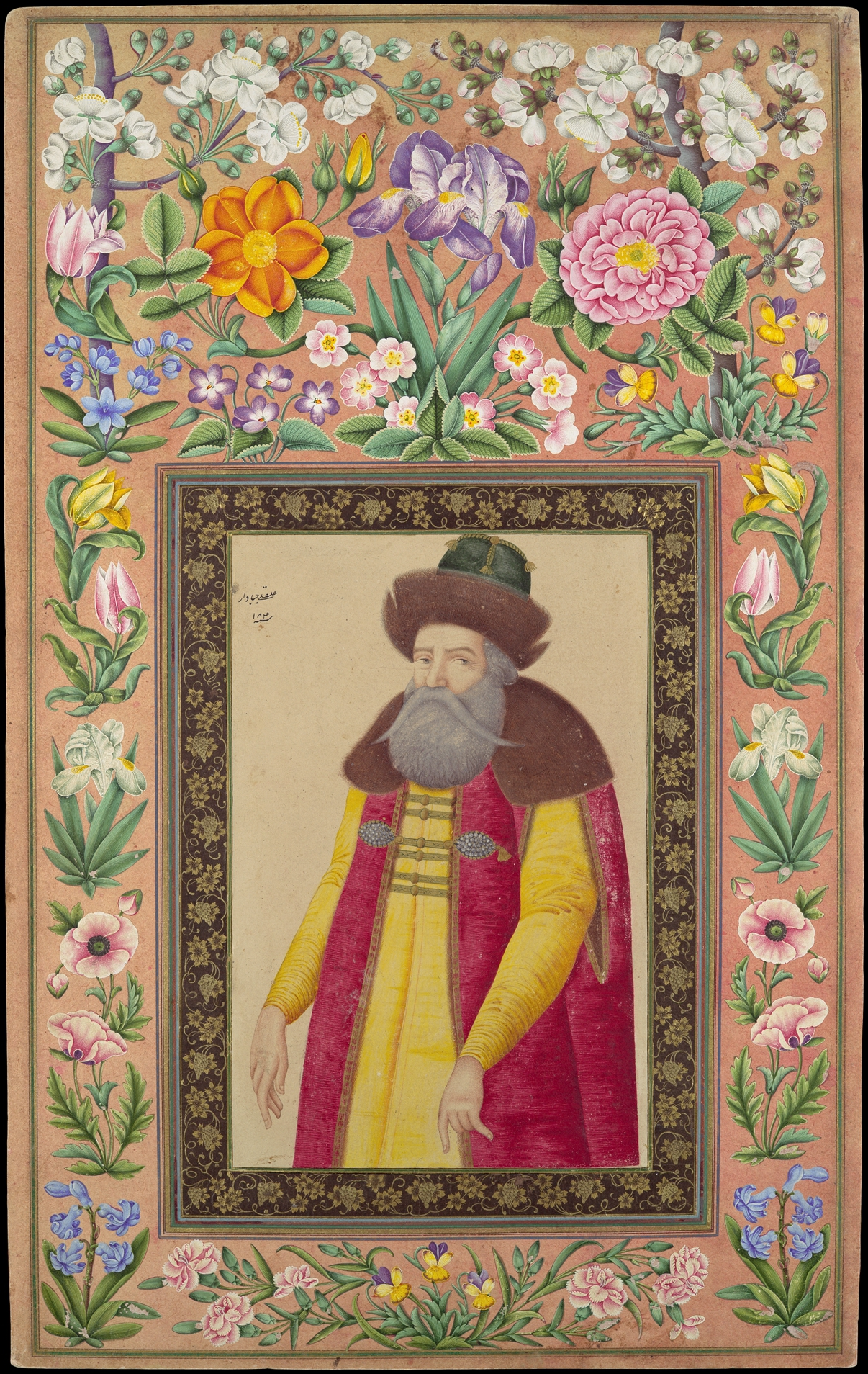
صورة للسفير الروسي الأمير أندريه بريكلونسكي، من ألبوم ديفيس. إيران، 1673–1674. متحف متروبوليتان للفنون

علي قلي جبدار (نشط في الفترة 1666 – 1694 م) كان فنانًا إيرانيًا جورجيًا، وكان من أوائل الذين دمجوا التأثيرات الأوروبية في الرسم المصغر (المنمنمات التقليدية) في العصر الصفوي. اشتهر بمشاهده عن الحياة البلاطية الصفوية، وخاصة تصويره الدقيق للمكان وتفاصيل الملابس.
ويظهر اسم جبدار على عدد من المنمنمات التي يعود تاريخها إلى القرن السابع عشر، بما في ذلك أربعة من متحف الإرميتاج في روسيا وأربعة من متحف متروبوليتان للفنون في الولايات المتحدة. في أحد التوقيعات، يشير الفنان إلى نفسه باسم "الفرنكي"، في إشارة إلى أصوله الجورجية الأوروبية، أو على الأرجح، إلى أصوله المسيحية. علاوة على ذلك، اثنتان من لوحاته تحملان نقوشًا جورجية. كما أشار إلى نفسه باسم غلام زاده قديمي ("المولى السابق")، وبيغ ("السيد")، ونقاش باشي ("رأس الفسيفساء")، وجبادار ("حارس الترسانة")، مما يشير إلى أنه كان أحد الغلمان الذين ارتقوا إلى الرتب في البلاط الصفوي.
- "سيدة تُهدي زهرةً لأمير". أصفهان، حوالي ١٦٦٠-١٦٧٠. المتحف البريطاني.
- "فحص الخيول". على الأرجح أصفهان، أواخر القرن السابع عشر. معهد شيكاغو للفنون
- "شاه سليمان الأول وحاشيته"، ورقة من ألبوم سانت بطرسبرغ. أصفهان، ١٦٧٠. يظهر نقشان جورجيان مشوهان للغاية فوق الشخصيتين في أعلى اليسار.[4] محفوظة في معهد المخطوطات الشرقية التابع للأكاديمية الروسية للعلوم
- صورة مصغرة من ألبوم سانت بطرسبرغ. شخصية رمزية، تُرى عائمة على سحابة فوق الشخصيات الثلاثة أدناه، نُفذت بشكل منفصل وأُلصقت على الصفحة المرسومة عند تصميم الألبوم. قزوين، ١٦٧٤ (صورة مصغرة لسيدتين مع صفحة). معهد المخطوطات الشرقية التابع للأكاديمية الروسية للعلوم.
- "ديانا، إلهة الصيد"، نسخة من ألبوم ديفيس. منسوبة إلى أصفهان. متحف متروبوليتان للفنون
- "رجلان عجوزان يتناقشان خارج كوخ"، ورقة من ألبوم ديفيس. إيران، ١٦٧٤-١٦٧٥. متحف متروبوليتان للفنون
- "سيدة تُقدّم المرطبات لرجل قبيلة" (إسناد). متحف الفن الإسلامي بالدوحة

## قراءة إضافية
- Habibi, Negar (2017). "ʿAli Qoli Jebādār et l'enregistrement du réel dans les peintures dites farangi sāzi". Der Islam (بالفرنسية). 94 (1): 192–219. DOI:10.1515/islam-2017-0008.
- Habibi, Negar (2018). ʿAli Qoli Jebādār et l'Occidentalisme Safavide: Une étude sur les peintures dites farangi sāzi, leurs milieux et commanditaires sous Shāh Soleimān (1666-94) (بالفرنسية). Brill. pp. 1–157. DOI:10.1163/9789004356139. ISBN:978-90-04-35613-9.
- Soucek, P. P. (1985). "ʿALĪ-QOLĪ JOBBA-DĀR". ʿALĪ-QOLĪ JOBBA-DĀR. Encyclopaedia Iranica, Vol. I, Fasc. 8 (بالإنجليزية الأمريكية). pp. 872–874. Archived from the original on 2024-11-22. Retrieved 2025-04-25.